# 29203 Шнітґер
29203 Шнітґер (29203 Schnitger) — астероїд головного поясу, відкритий 9 квітня 1991 року.
Тіссеранів параметр щодо Юпітера — 3,393.